# Hémevez
Hémevez é uma comuna francesa na região administrativa da Normandia, no departamento Mancha. Estende-se por uma área de 4,29 km². Em 2010 a comuna tinha 186 habitantes (densidade: 43,4 hab./km²).